# Frassinelle Polesine
Frassinelle Polesine es una localidad y comune italiana de la provincia de Rovigo, región de Véneto, con 1.537 habitantes.

## Evolución demográfica
| Gráfica de evolución demográfica de Frassinelle Polesine entre 1861 y 2001 |
|                                                                            |
| Fuente ISTAT - elaboración gráfica de Wikipedia                            |